# Вайгерсторфер, Улла
Улла Вайгерсторфер (урождённая Ульрике Вайгерсторфер; род. 16 августа 1967, Бад-Аусзе, Штирия) — австрийская телеведущая, фотомодель и победительница конкурса красоты «Мисс Мира 1987» в Лондоне. Она стала второй обладательницей титула из Австрии после Евы Рюбер-Штайер.

## Жизнь после конкурса
Улла появлялась в различных телевизионных программах, вела спортивную программу на радио и написала две книги о косметике. Она также работала в индустрии быстрого питания и занималась благотворительностью. Была владельцем коммуникационного агентства waigerstofer.com.
Участвовала в международных соревнованиях по конному спорту.
На парламентских выборах в Австрии 2013 года Улла Вайгерсторфер баллотировалась по спискам «Команды Стронаха». После отставки Моники Линднер 27 ноября она стала её преемницей в Национальном совете (нем. Nationalrat). Являлась членом фракции до сентября 2017 года, позднее до конца созыва — независимым депутатом.